# Colonia San Martín, Hidalgo
Colonia San Martín är en ort i Mexiko.   Den ligger i kommunen Singuilucan och delstaten Hidalgo, i den sydöstra delen av landet, 80 km nordost om huvudstaden Mexico City. Colonia San Martín ligger 2 615 meter över havet och antalet invånare är 126.
Terrängen runt Colonia San Martín är huvudsakligen kuperad, men den allra närmaste omgivningen är platt. Terrängen runt Colonia San Martín sluttar västerut. Runt Colonia San Martín är det ganska tätbefolkat, med 80 invånare per kvadratkilometer. Närmaste större samhälle är La Providencia Siglo XXI, 18,0 km nordväst om Colonia San Martín. Trakten runt Colonia San Martín består till största delen av jordbruksmark.